# Croix jumelées de Boullet
Les Croix jumelées de Boullet ou Croix jumelées de Boullai, sont situées  sur la route départementale 3, sur la commune de  Baud dans le Morbihan (De Baud en direction de Bubry, sur le bas-côté droit de la route, 140 mètres avant le croisement à gauche, vers le lieu-dit Boullai).
Le nom Croix de Boullet est à rapprocher du nom du lieu-dit proche de Boullai.

## Historique
Les croix font l’objet d’une inscription au titre des monuments historiques depuis le 19 juillet 1937.

## Architecture
Les croix jumelées sont en partie enfouies sur le sol.
Le socle est rectangulaire et en granite monolithe.
Les bras des croix ainsi que les deux futs sont chanfreinés